# Non so che darei
"Non so che darei" (Não sei que te dar) foi a canção que representou a Itália no Festival Eurovisão da Canção 1980, interpretada em italiano por Alan Sorrenti, o autor da letra e da música, a orquestração esteve a cargo de Del Newman. Esta canção foi a sexta a desfilar no evento, a seguir à canção de Marrocos, interpretada por Samira Bensaïd e antes da canção dinamarquesa interpretada pelos Bamses Venner. No final da votação dos júris nacionais, terminou em 6.º lugar e recebeu 87 pontos.
Na canção há uma troca de sentimentos entre um homem e o seu amor. Ele diz à sua namorada que não sabe o que fazer para não perdê-la e o que lhe dar para parar o tempo e ser capaz de estar uma noite com ela.